# Pęz dwubarwny
Pęz dwubarwny (Hydrophis platurus) – gatunek węża morskiego z rodziny zdradnicowatych (Elapidae). 

## Występowanie
Pęz dwubarwny to jedyny wąż morski, który żyje daleko od lądu i jest najszerzej rozprzestrzeniony – być może nawet ze wszystkich węży, nie tylko tych morskich. Występuje w oceanach tropikalnych od Afryki wschodniej po Amerykę zachodnią, szczególnie wzdłuż wybrzeży Azji południowo-wschodniej. Nie wypływa na Atlantyk ze względu na zimny Prąd Benguelski. Jako jedyny wąż morski zamieszkuje otwarty ocean, którego nigdy nie opuszcza (gatunek pelagiczny). Czasem tworzy na powierzchni wody skupiska liczące tysiące osobników. Sam nigdy nie wychodzi na ląd, a wyrzucony na niego ginie.

## Opis

### Wygląd
Całkowita długość dorosłych samców wynosi ok. 72 cm (do 75 cm), samic – 88 cm (nawet do 1 m). Młode opuszczające organizm matki mają długość 25 cm.
Pęz ma głowę dużą i silnie wydłużoną, ciało ma bocznie spłaszczone, zwłaszcza ogon przypominający wiosło, co umożliwia mu sprawne, szybkie pływanie. Na krótkich dystansach w pogoni za ofiarą osiąga szybkość do 16 km/h. Ubarwienie często zmienne, na jego grzbiecie zwykle znajduje się czarny albo ciemnobrązowy pas, kontrastujący z wyraźnie żółtymi bokami zaś ogon jego jest żółty z dużymi czarnymi plamami. Najbardziej popularnym zestawieniem kolorów jest czarny-żółty-brązowy, na drugim miejscu czarno-żółty, zaś osobnik cały żółty jest okazem bardzo rzadkim. Wyróżnia się jeszcze inne kombinacje kolorów.

### Cechy budowy
Pęz 90% czasu spędza pod wodą, gdzie przebywa bez oddychania przeciętnie 10–90 minut na głębokości ok. 20 metrów, ale potrafi wytrzymać nawet ponad 3 godziny. Ich nozdrza występujące na szczycie pyska umożliwiają oddychanie nawet wtedy, gdy większa część ich głowy jest zanurzona w wodzie. Kiedy wąż nurkuje, nozdrza są szczelnie zamykane przez fałdy skórne. Częściowa wymiana gazowa tlenu i dwutlenku węgla (stanowiąca 33% poboru tlenu i 90% oddawanego dwutlenku węgla) z wodą odbywa się przez dobrze ukrwioną skórę w odstępach między łuskami (oraz przez błonę śluzową jamy gębowej), co umożliwia długie przybywanie pod wodą bez konieczności nabierania powietrza w płuca. Poza tym mechanizm ten przydaje się przy obezwładnianiu i połykaniu dużej ofiary, co blokuje w tym czasie wentylację płucną nawet do 20 minut. Ich płuco jest również dużo dłuższe od tych, które posiadają węże lądowe, ponieważ ciągnie się niemal przez ich całą długość ciała (może pełnić również funkcję pławną podczas zanurzania).
U Hydrophis platurus występują małe, wieloboczne i wydłużone łuski leżące obok siebie (nie dachówkowato); brak u nich normalnie wykształconych tarczek brzusznych, co uniemożliwia im sprawne poruszanie się po lądzie.
Wąż ten toleruje temperatury od 36,0 do 11,7 °C (jednakże w 5 °C może przeżyć godzinę).
Ponieważ jedyną dostępną dla tych węży jest woda morska, mają pod językiem – tak jak inne węże morskie – specyficzny gruczoł, który pozwala im pozbyć się z organizmu nadmiaru soli. Stężony koncentrat jest usuwany zawsze, gdy wąż wysunie język, którym zbiera zapachy.

## Ekologia
Hydrophis platurus jedynym znanym wężem morskim, z którym związane są epibionty z rzędu Decapoda.

### Rozród
Pęz jest jajożyworodny. Samice przetrzymują jaja po zapłodnieniu w podwójnych jajowodach. Okres ich dojrzewania w organizmie samicy wynosi 6 miesięcy i dłużej. Jednorazowo przychodzi na świat 2–6 młodych o długości 220-260 mm, które są natychmiast zdolne do polowania. Młode osobniki spotykane są przez cały rok, co wskazuje, że rozród nie jest sezonowy. Mimo iż to gatunek o pelagicznym trybie życia, poród odbywa się bliżej brzegu.

### Odżywianie
Pęzy są drapieżnikami, żywią się rybami. Najchętniej polują na te drobne zgromadzone w ławicach, rzadko na pojedyncze większe egzemplarze. Wykorzystują tendencję gromadzenia się małych ryb pod każdym pływającym obiektem – gdy otoczą ich ogon, płyną szybko do tyłu, mając je wtedy w okolicy łba, więc wystarczy tylko uderzenie w bok i węże mają co jeść. Dlatego często spotykane są wśród przedmiotów wyrzuconych przez fale (pni drzewnych, orzechów kokosowych) lub wśród gronorostów – są to miejsca, w których gromadzą się małe ryby szukając schronienia. 

### Jad
Ich jad jest neurotoksyną o dość prostym składzie chemicznym; działa na układ nerwowy i jest bardziej trujący od jadu kobry. Działa głównie na ryby, którymi żywi się pęz. Paraliżuje szybko ukąszoną ofiarę, która nie może uciekać.
Nawet niewielka ilość jadu może spowodować śmierć człowieka. Zagrożenie zdarza się najczęściej na kutrach rybackich, gdy wąż trafi do sieci razem z rybami. Największa liczba wypadków ukąszenia jest notowana na Filipinach i u wybrzeży Azji południowo-wschodniej. Ukąszenie jest niezbyt bolesne. Pierwsze objawy występują po 30 minutach. Są to skurcze mięśni i zesztywnienia ciała. Następnie mogą pojawić się zaburzenia wzroku, zawroty głowy, aż na koniec prowadząca do śmierci niewydolność układu oddechowego, serca lub nerek.
Ukąszenia ludzi przez tego węża trafiają się wyjątkowo rzadko, jednakże po wyizolowaniu toksyny z jadu Hydrophis platurus – pelamitoksyny, okazuje się ona być taka sama jak ta u innych węży morskich, co daje możliwość wyprodukowania antytoksyny przeciwko paru pospolitym gatunkom.